# Parallellomanie en parallellofobie
De term parallellomanie is in de historiografie, de Bijbelwetenschap, de vergelijkende mythologie en godsdienstwetenschap gebruikt om te verwijzen naar een fenomeen (gekenschetst als een "manie") waarbij schrijvers schijnbare overeenkomsten waarnemen en parallellen en analogieën construeren zonder historische basis. Het omgekeerde fenomeen (gekenschetst als een "fobie"), dat optreedt wanneer geopperde overeenkomsten tussen bijvoorbeeld de Bijbel en culturen uit het Oude Nabije Oosten klakkeloos worden afgewezen, heet parallellofobie.

## Parallellomanie
Het concept werd in 1961 voor het eerst in wetenschappelijke kringen geïntroduceerd door rabbi Samuel Sandmel (1911–1979) van het Hebrew Union College in een artikel met de titel "Parallelomania". Sandmel beweerde de term (als parallélomanie) voor het eerst tegen te zijn gekomen in een Franstalig boek uit 1830, maar kon zich de auteur of titel niet herinneren. Sandmel stelde dat de simpele observaties van overeenkomsten tussen historische gebeurtenissen vaak niet echt geldig zijn, maar soms leiden tot een fenomeen waarbij een auteur voor het eerst een vermeende overeenkomst opmerkt, dan een overdosis aan analogieën neemt en "vervolgens bron en afleiding beschrijft alsof men impliceert dat er een literaire verbinding vloeit in een onvermijdelijke of voorbestemde richting". Martin McNamara van het jezuïtische Milltown Institute of Theology and Philosophy in Dublin schreef in 2011 dat het oorspronkelijke artikel van Sandmel "zeer invloedrijk" blijkt te zijn geweest.
Christelijke en joodse geleerden hebben het concept in enkele gevallen en onderzoeksvelden gebruikt. Thomas R. Schreiner van het Southern Baptist Theological Seminary past het toe op overhaaste generalisaties van het simpele gebruik van het werkwoord "zien" als deelwoord om te verwijzen naar een alledaagse waarneming, waarvan de betekenis dan zodanig wordt opgerekt dat het een diepere spirituele context heeft om daarmee parallellen te construeren. Joods geleerde Jacob Neusner heeft beweerd dat sommige voorstellingen van Aphrahat, namelijk alsof hij iemand was die uit de Rabbijnse literatuur cherrypickte, gebaseerd zijn op zwakke parallellen die passen in Sandmels omschrijving van parallellomanie. Joseph Fitzmyer, een jezuïtische priester, stelde dat analyses van de brieven van Paulus soms hebben geleden aan parallellomanie door het construeren van ongerechtvaardigde vergelijkingen met eerdere tradities. Jezuïet Gerald O'Collins verklaarde in 2008 dat inmiddels de meeste wetenschappers zich bewust zijn van de valkuil van de parallellomanie door het overdrijven van het belang van triviale gelijkenissen.

## Parallellofobie
Het omgekeerde fenomeen dat men meteen bij de geringste suggestie van overeenkomst tussen bijvoorbeeld de Bijbel en buiten-Bijbelse teksten op onkritische wijze de uniekheid en onafhankelijkheid van de Bijbel verklaart, heet parallellofobie. In hun vergelijking tussen Keilalphabetische Texte aus Ugarit (KTU) 1.23, regel 14 met Exodus 23:19b, Exodus 34:26 en Deuteronomium 14:21 waarschuwden Robert Ratner en Bruce Zuckerman in 1986 voor zowel parallellomanie en parallellofobie: 'Degenen die zonder terughoudendheid dit verband hebben gelegd zijn zich te buiten gegaan aan het soort "parallellomanie" dat enkel het beeld van de Ugaritische religie en cultuur en hun relevantie voor de Bijbelwetenschap kunnen verstoren. Aan de andere kant moeten we ervoor oppassen dat we niet overreageren in de tegenovergestelde richting. (...) Net zoals we de verleiding van de "parallellomanie" moeten weerstaan, dienen we ook niet te bezwijken voor de "parallellofobie" en daarmee onszelf af te sluiten voor een eventueel inzicht dat de Bijbel (louter hypothetisch) zou kunnen werpen op deze ingewikkelde Ugaritische tekst.'
Andere wetenschappers hebben ook voor beide gewaarschuwd, zoals Mark W. Chavalas (2003), die zijn collega's aanmoedigde om het voorbeeld te volgen van William W. Hallo (1928–2015), die altijd zowel de verschillen als overeenkomsten tussen de Bijbel en andere teksten uit het Oude Nabije Oosten beschreef.